# Nederlandse kampioenschappen schaatsen afstanden 2020 - 1500 meter mannen
De 1500 meter mannen op de Nederlandse kampioenschappen schaatsen afstanden 2020 werd op zaterdag 28 december 2019 in ijsstadion Thialf te Heerenveen verreden, waarbij 20 deelnemers startten.

## Uitslag
| #      | Schaatser          | Tijd    |
| ------ | ------------------ | ------- |
| Goud   | Thomas Krol        | 1.43,86 |
| Zilver | Patrick Roest      | 1.44,78 |
| Brons  | Koen Verweij       | 1.45,89 |
| 4      | Wesly Dijs         | 1.46,05 |
| 5      | Chris Huizinga     | 1.47,04 |
| 6      | Marcel Bosker      | 1.47,16 |
| 7      | Sven Kramer        | 1.47,43 |
| 8      | Douwe de Vries     | 1.47,81 |
| 9      | Merijn Scheperkamp | 1.48,55 |
| 10     | Gijs Esders        | 1.48,91 |
| 11     | Thomas Geerdinck   | 1.49,24 |
| 12     | Jos de Vos         | 1.49,31 |
| 13     | Serge Yoro         | 1.49,38 |
| 14     | Tjerk de Boer      | 1.49,71 |
| 15     | Teun de Wit        | 1.49,81 |
| 16     | Jur Veentje        | 1.49,91 |
| 17     | Jordy van Workum   | 1.50,38 |
| 18     | Victor Ramler      | 1.50,83 |
| 19     | Remo Slotegraaf    | 1.52,16 |
| 20     | Jan Blokhuijsen    | DSQ     |

Uitslag op 
1987 · 
1988 · 
1989 · 
1990 · 
1991 · 
1992 · 
1993 · 
1994 · 
1995 · 
1996 · 
1997 · 
1998 · 
1999 · 
2000 · 
2001 · 
2002 · 
2003 · 
2004 · 
2005 · 
2006 · 
2007 · 
2008 · 
2009 · 
2010 · 
2011 · 
2012 · 
2013 · 
2014 · 
2015 · 
2016 · 
2017 · 
2018 · 
2019 · 
2020 · 
2021 · 
2022 · 
2023 · 
2024 · 
2025